# José Luis Munuera
José Luis Munuera (Lorca, 21 de abril de 1972) es un dibujante de historietas español. Trabaja fundamentalmente para el mercado francés.

## Carrera
Cursó estudios en la escuela de Bellas Artes de Granada con un interés particular hacia el cómic y la novela gráfica. Sus influencias más importantes en ese género son Spirou y Fantasio y Astérix. Es su encuentro con Joann Sfar, en el festival de Angoulême, lo que le hace entrar en la vida profesional. De esta colaboración surgirán tres tomos de Les Potamoks y cuatro tomos de Merlin.
En 1999, José Luis se une a Jean-David Morvan, y publican tres tomos de Sir Pyle S. Culape, dos tomos de Merlin, tres tomos de Nävis con la colaboración de Philippe Buchet y emprenden la publicación de las nuevas aventuras de Spirou y Fantasio.
Con Enrique Bonet al guion, realiza El Juego de la Luna.

## Obra
- Les Potamoks con Joann Sfar (Editorial Delcourt)

1. Terra Incognita (1996)
2. Les fontaines rouges (1996)
3. Nous et le désert (1997)

- Merlin con Joann Sfar, después con Jean-David Morvan (a partir del tomo 5) (Editorial Dargaud)

1. Jambon et Tartine (1999)
2. Merlin contre le père Noël (1999)
3. Merlin va à la plage (2000)
4. Le roman de la mère de Renard (2001)
5. Tartine et Yseult (2002)
6. Merlin papa (2003)

- Sir Pyle S. Culape con Jean-David Morvan (Editorial Soleil)

1. Mythecin généraliste (1999)
2. Mauvais souvenirs (2001)
3. Rien ne se perd... (2003)

- La Route d'Eldorado (Editorial Dargaud) (2000)

- Nävis con Jean-David Morvan y Philippe Buchet (Editorial Delcourt)

1. Houyo (2004)
2. Girodouss (2005)
3. Latitzoury (2007)
4. Il vous reste de l'énergie ? (2008)
5. Princesse Nävis (2009)

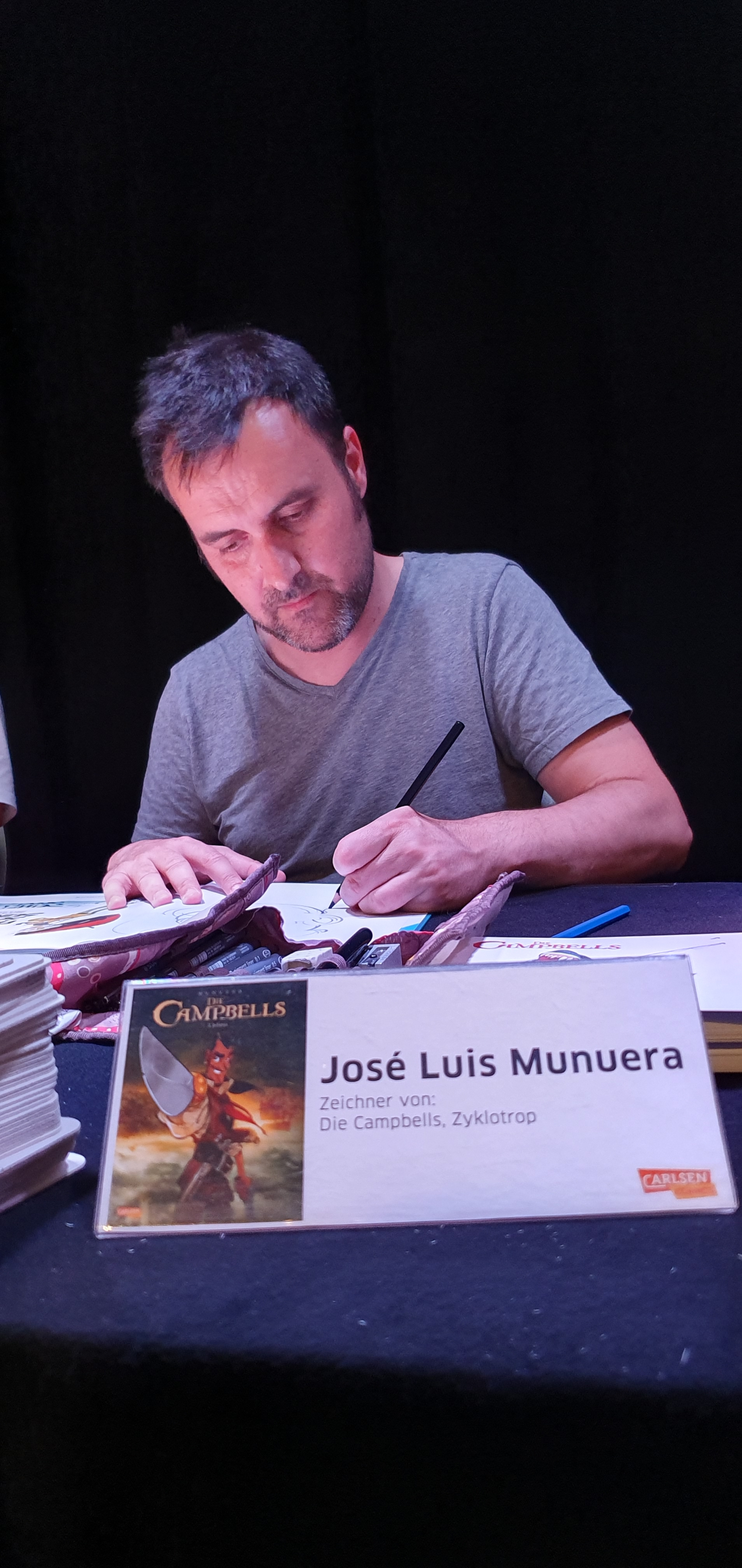
Munuera en la Comicfestival de Múnich de 2019

- Spirou y Fantasio con Jean-David Morvan (Editorial Dupuis)

1. 47. Paris-sous-Seine (2004)
2. 48. L'homme qui ne voulait pas mourir (2005)
3. 49. Spirou et Fantasio à Tokyo (2006)
4. 50. Aux sources du Z (2008)

- El juego de la Luna con Enrique Bonet (Editorial Dargaud) (2009)

- Walter le loup (Dargaud)

1. La nuit du bébé-garou (2010)
2. Faim de renard ! (2010)

- Vies tranchées (Editorial Delcourt) (2010)

- Fraternity con Juan Díaz Canales (Editorial Dargaud)

1. Libro 1 (2011)
2. Libro 2 (2011)

- P'tit Boule & Bill con Laurence Gillot (Editorial Dargaud)

1. La partie de crêpes (2011)
2. Noël Indien (2011)

- Oficio: Dibujante (Editorial Astiberri) (2012)

- Sortileges (Editorial Dargaud)

1. Libro 1 (por publicar) (2012)
2. Libro 2 (por publicar) (¿¿??)

- Les Campbell (Editorial Dupuis)

1. Inferno (2014)
2. Le redoutable pirate Morgan (2014)
3. Kidnappé! (2015)
4. L'or de San Brandamo (2016)
5. Les trois malédictions (2018)

- Zorglub (Editorial Dupuis)

1. La fille du Z (2017)
2. L'apprenti méchant (2018)
3. Lady Z (2019)

- Les Tuniques Bleues(Dupuis)

1. "L'envoyé Spécial". (2020)

- Son odeur aprés la pluie (2025)

## Premios
- 1999 Festivals de BD à Sierre, Premio Jeunesse (por Merlin #1 - Jambon et Tartine)
- 2006 Prix Bédélys, Premio Jeunesse (por Spirou y Fantasio #49 - Spirou et Fantasio à Tokyo)
- 2009 Salón Internacional del Cómic de Barcelona, Mejor obra de autor español - Votación popular (por El juego de la Luna)
- 2012 Grand Prix de l'Imaginaire, Mejor Cómic (por Fraternity)